# Vidar Helgesen
Vidar Helgesen (né le 21 novembre 1968 à Bodø) est un diplomate et politicien norvégien (conservateur). De 2013 à 2015, il est ministre et chef de cabinet au bureau du Premier ministre dans le gouvernement Solberg avec la responsabilité des relations de la Norvège avec l'EEE et l'UE. De 2015 à 2018, il est ministre de l'écologie et du climat. En 2021, il est nommé directeur de Fondation Nobel.
Il est conseiller spécial pour la Croix-Rouge à Genève de 1998 à 2001, et le secrétaire au ministère des affaires Étrangères de 2001 à 2005, où il a entre autres travaillé avec Erik Solheim, afin de contribuer au processus de paix au Sri Lanka.
Helgesen est le secrétaire général de l'Institut International pour la Démocratie et l'Assistance Électorale (International IDEA) à Stockholm de 2006 à 2013.
En juin 2020, il a été annoncé qu'à partir de janvier 2021 il deviendrait le directeur de la Fondation Nobel, à Stockholm.